# Плаксина, Елена Валерьевна
Елена Валерьевна Плаксина (род. 22 июня 1982 , Дрезден, ГДР) — российская актриса театра и кино.

## Биография
Елена Плаксина родилась 22 июня 1982 года в Дрездене, ГДР. Детство провела в Нижегородской области и Вологде.
В 2005 году окончила Российский университет театрального искусства — ГИТИС (курс А. В. Бородина). В дипломных спектаклях исполняла роли Лулы в «Три соловья, дом 17» Д. Добричанина, Жанины в «Забавном случае» К. Гольдони, Дуни Бабуриной в «Вас вызывает Таймыр» А. Галича, Ксении Канаевой в «Отпуске по ранению» В. Кондратьева. С того же года служит в театре «Современник». Среди заметных ролей была Валя в фильме «Мужчина должен платить», девушка из провинции, приехавшая к любовнику в Москву и встретившая его бывшую жену. Широкую известность ей принесла роль молодой дочери Леонида Брежнева — Галины в биографическом телесериале режиссёра Виталия Павлова — «Галина».
Участвовала в одном из выпусков передачи «Модный приговор».
В августе 2008 года актриса вышла замуж за певца и актёра Тихона Котрелева. В 2012 году пара распалась. В 2018 вышла замуж за театрального режиссёра Павла Артемьева. Брак просуществовал до 2020 года.

## Спектакли
- «Три соловья, дом 17»
- «Забавный случай»
- «Вас вызывает Таймыр»
- «Три товарища»
- «Отпуск по ранению»
- «Америка, часть вторая» — 2006
- «Мален»
- «Бесы» — 2007
- «Горе от ума»[13]
- «Три сестры»[14]
- «А вам не хотится ль под ручку пройтиться?…»[15]
- «Три товарища»[16]
- «Дзинрикися»[17]
- «Хорошенькая»[18]
- «Серёжа»[19]
- «Осенняя соната»[20]
- «Горбунов и Горчаков»[21]
- «Посторонний»[22]
- Шивон – М. Хэддон «Загадочное ночное убийство собаки», 2015
- Дама – Дж.Боккаччо «Декамерон», 2015
- Варвара Харитоновна Лебедкина – А.Н.Островский «Поздняя любовь», 2016
- Валя – И.Васьковская «Уроки сердца», 2017
- Рут – Г.Пинтер «Не становись чужим», 2018
- Иван Вырыпаев «Иллюзии», 2021
- Ольга Петрова - Александр Цыпкин «Интуиция», 2022
- Благотворительный спектакль фонда «Дом с маяком» и театра «Современник» -

«Мам, а кто это на фото?»
- Принимала участие в поэтическом спектакле «А вам не хотится ль под ручку

пройтиться?...» и в клубном вечере «НЕФОРМАТ» (Барбара - отрывок «Солнечная
линия», Валерия - отрывок «Бред вдвоём»).
- Роли в других театрах
- Независимый проект «Девочка и спички»
- Инклюзивный спектакль "Страна слепых"

## Фильмография
- 2003 — Неотложка — Сонечка
- 2006 — Служба 21, или Мыслить надо позитивно — Саша
- 2007 — Мужчина должен платить — Валя
- 2007 — Слуга государев — Прасковья
- 2008 — Галина — Галина Брежнева в молодости
- 2009 — Пелагия и белый бульдог — Танюша
- 2010 — Ярослав. Тысячу лет назад — Желанна, дочь Святозара
- 2010 — Три женщины Достоевского — Марья Дмитриевна Исаева
- 2010 — Ёлки — Оля, девушка Бори
- 2011 — Проездной билет — Таня Усольцева
- 2011 — Ёлки 2 — Оля Кравчук, девушка Бори
- 2012 — Ласточкино гнездо — Соня
- 2013 — Ёлки 3 — Оля, жена Бори
- 2014 — Ёлки 1914 — Оленька
- 2015 — Переводчик — Люда
- 2016 — Ёлки 5 — Оля, жена Бори
- 2018 — Короткие волны — Полина
- 2018 — Вне игры — Татьяна
- 2022 — Идентификация — Монетка